# Бюшар, Жорж
Жорж Эжен Вильям Бюшар (фр. Georges Eugène William Buchard, 21 декабря 1893 — 22 января 1987) — французский фехтовальщик-шпажист, многократный олимпийский чемпион и чемпион мира. Младший брат олимпийского призёра Гюстава Бюшара.

## Биография
Родился в 1893 году в Арфлёре. В 1924 году на Олимпийских играх в Париже получил золотую медаль в командном первенстве, и стал 7-м в личном. В 1927 году выиграл Международное первенство по фехтованию в Виши. В 1928 году на Олимпийских играх в Амстердаме завоевал серебряные медали в личном и командном первенствах. В 1931 году выиграл Международное первенство по фехтованию в Вене. В 1932 году на Олимпийских играх в Лос-Анджелесе завоевал золотую медаль в командном первенстве и серебряную — в личном. В 1933 году на Международном первенстве по фехтованию в Будапеште завоевал золотую медаль в личном первенстве, и серебряную — в командном. В 1934 году на Международном первенстве по фехтованию в Варшаве стал обладателем золотой медали в командном первенстве, в 1935 году повторил этот результат в Лозанне. В 1936 году на Олимпийских играх в Берлине стал обладателем бронзовой медали в командном первенстве.
В 1937 году Международной федерацией фехтования все предыдущие Международные первенства по фехтованию были задним числом признаны чемпионатами мира.